# Grand Prix ISU di pattinaggio di figura 2015-2016
Il Grand Prix ISU di pattinaggio di figura 2015-2016 è stato la 21ª edizione della competizione. È iniziato il 23 ottobre 2015 e si è conclusa il 13 dicembre 2015, con la finale disputata a Barcellona, in Spagna.

## Calendario
| Gara | Nome dell'evento           | Sede       | Date                |
| ---- | -------------------------- | ---------- | ------------------- |
| 1    | Skate America              | Milwaukee  | 23 - 25 ottobre     |
| 2    | Skate Canada International | Lethbridge | 30 ottobre - 1 nov. |
| 3    | Cup of China               | Pechino    | 6 - 9 novembre      |
| 4    | Trofeo Eric Bompard        | Bordeaux   | 13 - 15 novembre    |
| 5    | Cup of Russia              | Mosca      | 20 - 22 novembre    |
| 6    | Trofeo NHK                 | Nagano     | 27 - 29 novembre    |
| 7    | Grand Prix Final           | Barcellona | 10 - 13 dicembre    |

## Risultati

### Singolo maschile
| Evento        | Oro              | Argento        | Bronzo           |
| Skate America | Max Aaron        | Shōma Uno      | Jason Brown      |
| Skate Canada  | Patrick Chan     | Yuzuru Hanyū   | Daisuke Murakami |
| Cup of China  | Javier Fernandez | Boyang Jin     | Han Yan          |
| Bompard       | Shōma Uno        | Maksim Kovtun  | Daisuke Murakami |
| Cup of Russia | Javier Fernandez | Ad'jan Pitkeev | Ross Miner       |
| Trofeo NHK    | Yuzuru Hanyū     | Boyang Jin     | Takahito Mura    |

### Singolo femminile
| Evento        | Oro               | Argento               | Bronzo             |
| Skate America | Evgenia Medvedeva | Gracie Gold           | Satoko Miyahara    |
| Skate Canada  | Ashley Wagner     | Elizaveta Tuktamyševa | Yuka Nagai         |
| Cup of China  | Mao Asada         | Rika Hongō            | Elena Radionova    |
| Bompard       | Gracie Gold       | Julija Lipnickaja     | Roberta Rodeghiero |
| Cup of Russia | Elena Radionova   | Evgenija Medvedeva    | Adelina Sotnikova  |
| Trofeo NHK    | Satoko Miyahara   | Courtney Hicks        | Mao Asada          |

### Coppie
| Evento        | Oro                                  | Argento                              | Bronzo                                  |
| Skate America | Weijing Sui / Cong Han               | Alexa Scimeca / Chris Knierim        | Julianne Séguin / Charlie Bilodeau      |
| Skate Canada  | Meagan Duhamel / Eric Radford        | Evgenija Tarasova / Vladimir Morozov | Kirsten Moore-Towers / Michael Marinaro |
| Cup of China  | Juko Kavaguti / Aleksandr Smirnov    | Weijing Sui / Cong Han               | Yu Xiaoyu / Jin Yang                    |
| Bompard       | Tat'jana Volosožar / Maksim Tran'kov | Vanessa James / Morgan Ciprès        | Julianne Séguin / Charlie Bilodeau      |
| Cup of Russia | Ksenija Stolbova / Fëdor Klimov      | Juko Kavaguti / Aleksandr Smirnov    | Peng Cheng / Zhang Hao                  |
| Trofeo NHK    | Meagan Duhamel / Eric Radford        | Yu Xiaoyu / Jin Yang                 | Alexa Scimeca / Chris Knierim           |

### Danza sul ghiaccio
| Evento        | Oro                               | Argento                               | Bronzo                                |
| Skate America | Madison Chock / Evan Bates        | Viktorija Sinicina / Nikita Kacalapov | Piper Gilles / Paul Poirier           |
| Skate Canada  | Kaitlyn Weaver / Andrew Poje      | Maia Shibutani / Alex Shibutani       | Ekaterina Bobrova / Dmitrij Solov'ëv  |
| Cup of China  | Anna Cappellini / Luca Lanotte    | Madison Chock / Evan Bates            | Elena Il'inych / Ruslan Žiganšin      |
| Bompard       | Madison Hubbell / Zachary Donohue | Piper Gilles / Paul Poirier           | Aleksandra Stepanova / Ivan Bukin     |
| Cup of Russia | Kaitlyn Weaver / Andrew Poje      | Anna Cappellini / Luca Lanotte        | Viktorija Sinicina / Nikita Kacalapov |
| Trofeo NHK    | Maia Shibutani / Alex Shibutani   | Ekaterina Bobrova / Dmitrij Solov'ëv  | Madison Hubbell / Zachary Donohue     |

## Finale
Alla finale sono stati ammessi i primi sei classificati di ogni specialità.

### Singolo maschile
| Pos. | Nome             | Nazione  | Totale | PC | PL |
| ---- | ---------------- | -------- | ------ | -- | -- |
| 1    | Yuzuru Hanyū     | Giappone | 330.43 | 1  | 1  |
| 2    | Javier Fernández | Spagna   | 292.95 | 2  | 2  |
| 3    | Shōma Uno        | Giappone | 276.79 | 4  | 4  |
| 4    | Patrick Chan     | Canada   | 263.45 | 6  | 3  |
| 5    | Boyang Jin       | Cina     | 263.45 | 3  | 5  |
| 6    | Daisuke Murakami | Giappone | 235.49 | 5  | 6  |

### Singolo femminile
| Pos. | Nome              | Nazione     | Totale | PC | PL |
| ---- | ----------------- | ----------- | ------ | -- | -- |
| 1    | Evgenia Medvedeva | Russia      | 222.54 | 1  | 1  |
| 2    | Satoko Miyahara   | Giappone    | 208.85 | 4  | 2  |
| 3    | Elena Radionova   | Russia      | 201.13 | 2  | 4  |
| 4    | Ashley Wagner     | Stati Uniti | 199.81 | 6  | 3  |
| 5    | Gracie Gold       | Stati Uniti | 194.79 | 5  | 5  |
| 6    | Mao Asada         | Giappone    | 194.32 | 3  | 6  |

### Coppie
| Pos. | Nome                               | Nazione     | Totale | PC | PL |
| ---- | ---------------------------------- | ----------- | ------ | -- | -- |
| 1    | Ksenija Stolbova / Fëdor Klimov    | Russia      | 229.44 | 1  | 1  |
| 2    | Meagan Duhamel / Eric Radford      | Canada      | 216.67 | 3  | 2  |
| 3    | Juko Kavaguti / Aleksandr Smirnov  | Russia      | 206.59 | 2  | 3  |
| 4    | Julianne Seguin / Charlie Bilodeau | Canada      | 200.98 | 4  | 4  |
| 5    | Xiaoyu Yu / Yang Jin               | Cina        | 186.87 | 5  | 5  |
| 6    | Cheng Peng / Hao Zhang             | Cina        | 183.04 | 7  | 6  |
| 7    | Alexa Scimeca / Chris Knierim      | Stati Uniti | 177.42 | 6  | 7  |

### Danza sul ghiaccio
| Pos. | Nome                                 | Nazione     | Totale | PC | PL |
| ---- | ------------------------------------ | ----------- | ------ | -- | -- |
| 1    | Kaitlyn Weaver / Andrew Poje         | Stati Uniti | 182.66 | 1  | 1  |
| 2    | Madison Chock / Evan Bates           | Stati Uniti | 177.55 | 2  | 3  |
| 3    | Anna Cappellini / Luca Lanotte       | Italia      | 176.37 | 3  | 2  |
| 4    | Maia Shibutani / Alex Shibutani      | Stati Uniti | 174.92 | 4  | 4  |
| 5    | Ekaterina Bobrova / Dmitrij Solov'ëv | Russia      | 166.73 | 6  | 5  |
| 6    | Madison Hubbell / Zachary Donohue    | Stati Uniti | 163.20 | 5  | 6  |